# Pancrazio Pfeiffer
Pancrazio (al secolo Markus) Pfeiffer (Brunnen, 18 ottobre 1872 – Roma, 12 maggio 1945) è stato un presbitero tedesco, superiore generale della Società del Divin Salvatore (dal 1915 alla morte).
Fu un importante intermediario fra Papa Pio XII e le autorità tedesche di occupazione in Roma. Egli riuscì a far ottenere udienze presso il Papa di alti ufficiali tedeschi, negoziando in cambio l'immunità per istituzioni religiose romane e la liberazione di antifascisti detenuti.
Tramite l'influenza indiretta di Papa Pio XII e della sua segreteria di Stato e attraverso padre Pfeiffer, profittando dei buoni rapporti che questi aveva con il Comando tedesco di Roma occupata, il Vaticano riuscì ad adoperarsi per il salvataggio di numerosi ebrei.

## Biografia
Dopo aver iniziato a lavorare in una fornace di mattoni, lasciò questo lavoro troppo pesante per lui e fece l'apprendista fornaio. Nel 1888 decise di darsi alla vita religiosa e il 18 marzo 1889 seguì a Roma il fratello Giovanni entrando nella congregazione della Società del Divin Salvatore. Divenuto sacerdote nel 1896, nel 1908 cominciò a lavorare, durante il pontificato di Papa Pio X, in Vaticano, dove gli fu affidato l'ufficio di addetto alle udienze papali. Nel 1915 fu eletto Superiore generale dei Salvatoriani succedendo nella carica, che occupò sino alla morte, che prima di lui aveva ricoperto lo stesso fondatore della congregazione.
Questo "Schindler" romano, come fu chiamato e a cui la città di Roma ha dedicato una via, svolse nell'ombra delicati compiti approfittando anche della comunanza di religione che condivideva con il corregionario bavarese il generale Kurt Mälzer, comandante della Wehrmacht nella capitale, detto il "Re di Roma", che era stato suo compagno di scuola. Riuscì a procurarsi numerosi lasciapassare e a far nascondere depositi di derrate alimentari da distribuire ai cittadini romani.
Non si conosce il numero esatto di ebrei che nascose nella sede della Congregazione in Via della Conciliazione ma si sa delle numerose persone che si rivolsero a lui per avere notizie di parenti arrestati di cui padre Pfeiffer riuscì anche ad ottenere salva la vita. Dalle ricerche condotte dallo storico Giovanni Preziosi nell'Archivio Generale Salvatoriano è emerso che:
quale è contenuta la richiesta di aiuto in favore di Allegra Livoli e Vittoria Livoli in Sonnino che, insieme ai loro figli, erano state catturate nel corso del rastrellamento del ghetto.»
In un memorandum del successivo 25 novembre è contenuta la richiesta d'aiuto anche in favore del rabbino Nachmann Freiberg, della sorella e di Ernesto della Riccia. Bisogna rilevare poi che, a questo appello, ne fece seguito un altro il 28 novembre a beneficio di Luigi Del Monte, e un altro ancora per Rita di Nepi in Terracina con i suoi figli Leonello e Marco, rispettivamente di uno e tre anni, anch'essi tratti in arresto il 16 ottobre 1943 dai nazisti in via Taranto 59. In questa richiesta d'aiuto comparivano anche i nomi delle tre sorelle di Rita Di Nepi-Terracina: Cesira, Franca e Mirella; rispettivamente di ventisei, diciotto e dieci anni. «Del Monte Luigi fu Alfredo — si legge nella lettera inviata a padre Pfeiffer — israelita, commerciante, coniugato con due figli, già residente a Napoli, sfollato sul Lago di Como (Villa Giuseppina, Moltrasio), è stato arrestato insieme al suocero Giuseppe Levi e ai cognati Levi
da militari germanici nella terza decade di ottobre. È stato portato prima alle carceri di Como e poi a quelle di Milano. La famiglia supplica il Santo Padre di degnarsi di intercedere per la liberazione degli arrestati».
Anche dopo l'Attentato di via Rasella il 23 marzo del 1944, su richiesta del colonnello delle SS, Eugen Dollmann, agente di Himmler in Roma, padre Pfeiffer cercò invano di parlare con Herbert Kappler per indurlo a più miti consigli. Se dalla ritirata tedesca da Roma, le città di Chieti, L'Aquila, Orvieto e Ascoli Piceno non ebbero gravi conseguenze lo devono anche a questo tenace sacerdote che riuscì a farle riconoscere come città lazzaretto.
Morì il 12 maggio 1945, due giorni dopo aver subito un incidente stradale. Solo quattro giorni prima, dopo la resa tedesca, era terminata la guerra in Europa.

## Il salvataggio di Giuliano Vassalli
L'episodio forse più noto dell'attività mediatrice di padre Pfeiffer fu il salvataggio di Giuliano Vassalli, membro della Giunta militare centrale del CLN, che nel gennaio del 1944 aveva organizzato l'evasione di Sandro Pertini e di Giuseppe Saragat dal carcere di Regina Coeli.  Fatto prigioniero a Roma dai nazisti nell'aprile 1944, era recluso e torturato nel carcere nazista di via Tasso.
Racconta Vassalli: «Mio padre era amico di Francesco Pacelli, fratello di Papa Pio XII; si erano conosciuti durante i lavori per la firma del Concordato del 1929. La sera del 3 giugno mi venne incontro un sacerdote tedesco, padre Pancrazio Pfeiffer: pensai fosse giunto il momento dell'esecuzione; era invece il sacerdote che aveva ottenuto la mia scarcerazione.»
Racconta ancora Vassalli che mentre Pfeiffer lo portava via Kappler gli urlava: «Ha da ringraziare esclusivamente il Santo Padre se lei nei prossimi giorni non viene messo al muro, come ha meritato. Non è forse vero che lo ha meritato, signor Vassalli?» Trasportato su un'auto con i contrassegni del Vaticano, Vassalli raggiunse ormai libero la sede del Generalato dei Salvatoriani in Via della Conciliazione. Il giorno dopo gli Alleati entravano in Roma.

## Il salvataggio di Erich Priebke
Erich Priebke, il capitano delle SS che durante la seconda guerra mondiale in Italia, partecipò alla pianificazione e alla realizzazione della strage delle Fosse Ardeatine, risultava fin dal 1943  residente con i suoi famigliari a Vipiteno (in tedesco Sterzing).
Dopo la fine della guerra fu catturato nel maggio del 1945 dall'esercito americano a Bolzano da dove fu trasferito prima ad Afragola e successivamente a Rimini. Fuggito dalla detenzione riuscì a raggiungere Roma dove ebbe contatti con padre Pancratius Pfeiffer. Da Roma Priebke poté tornare a Sterzing con nuovi documenti che attestavano la nuova identità di «Otto Pape, lettone, direttore d'albergo», residente a Roma e Bolzano.
Questa dichiarazione di Erich Priebke (documentata dal Corriere della Sera) era chiaramente una bugia. Padre Pancrazio era già morto da un anno e mezzo quando Priebke fuggì dal campo di prigionia di Rimini il 31 dicembre 1946.
Lo storico Gerald Steinacher, indagando negli archivi di Bolzano, Merano, Bressanone, nei registri delle parrocchie dell'Alto Adige e nei fondi negli Stati Uniti ha rivelato che a procurare documenti falsi ai nazisti in fuga furono sacerdoti che servendosi della "Pontificia commissione assistenza profughi" creata da Papa Pio XII nel 1944, battezzarono nuovamente i fuggiaschi che presentando il nuovo certificato di battesimo agli organi della Croce Rossa ottennero nuovi documenti e il permesso di espatriare all'estero.